# Joseph Caulle
Joseph Louis Alphonse Caulle (né le 3 mai 1885 à Bosc-le-Hard, près de Rouen - mort pour la France le 1er octobre 1915 à Souchez) est un champion français d'athlétisme du début du XXe siècle.

## Biographie
En 1908, il habite 223 rue Saint-Martin à Paris. Il habite ensuite à Colombes au 9 rue Héloïse en 1909, puis au 48 boulevard de Valmy en 1911.
En 1909, 1910 et 1911, Joseph Caulle est champion de France du 800 mètres. Il participe ensuite aux Jeux olympiques de 1912, à Stockholm. 
Il meurt au combat en 1915, pendant la Première Guerre mondiale, touché par des éclats d'obus alors qu'il est sergent-major au 41e régiment d'infanterie coloniale, et est inhumé à Vimy. Il reçoit à titre posthume la Croix de guerre 1914-1918 par décret publié au Journal officiel le 11 mars 1920.

## Distinctions
- Croix de guerre 1914–1918, étoile de bronze (1920).
- Médaille militaire (1920).